# ジルベール・アケ
ジルベール・マリー・ンボ・アケ(フランス語: Gilbert Marie N'gbo Aké)は、コートジボワールの経済学者、政治家。

## 経歴
ココディ大学（現在のフェリックス・ウフェ＝ボワニ大学）の元学長。2010年12月6日、大統領当選を主張するローラン・バグボにより首相に任命された。
選挙管理委員会が当選を発表したアラサン・ワタラを大統領として承認する国際連合、フランス、アメリカ合衆国などからは、アケは首相として承認されなかった。2011年4月11日にバグボがワタラ側に投降し、二重政府状態は約4ヶ月で解消された。